# 光岳寺 (調布市)
光岳寺（こうがくじ）は、東京都調布市にある浄土宗の寺院。

## 歴史
1644年（正保元年）、佐野淡路守の開基である。徳川家康の生母於大の方を荼毘に付した場所に智香寺とともに創建された。そういう経緯から三つ葉葵を寺紋とすることが許されている。
1934年（昭和9年）、東京高等師範学校及び東京文理科大学（後の東京教育大学、現在の筑波大学の前身）の校地拡張工事に伴い、東京府北多摩郡調布町飛田給（現・東京都調布市飛田給）に移転した。1944年（昭和19年）に調布飛行場の拡張工事に伴い、現在地に移転した。

## 交通アクセス
- 路線バス電通大学生寮前停留所より徒歩5分。